# 阿兰杜
阿兰杜是巴西圣保罗州的一个市镇。总面积286.328平方公里，总人口6013人，人口密度21人/平方公里。